# 4780 Polina
4780 Polina је астероид главног астероидног појаса са средњом удаљеношћу од Сунца која износи 2,169 астрономских јединица (АЈ).
Апсолутна магнитуда астероида је 13,8.